# Euthalia duda
Euthalia duda är en fjärilsart som beskrevs av Otto Staudinger 1886. Euthalia duda ingår i släktet Euthalia och familjen praktfjärilar. Inga underarter finns listade i Catalogue of Life.

## Bildgalleri

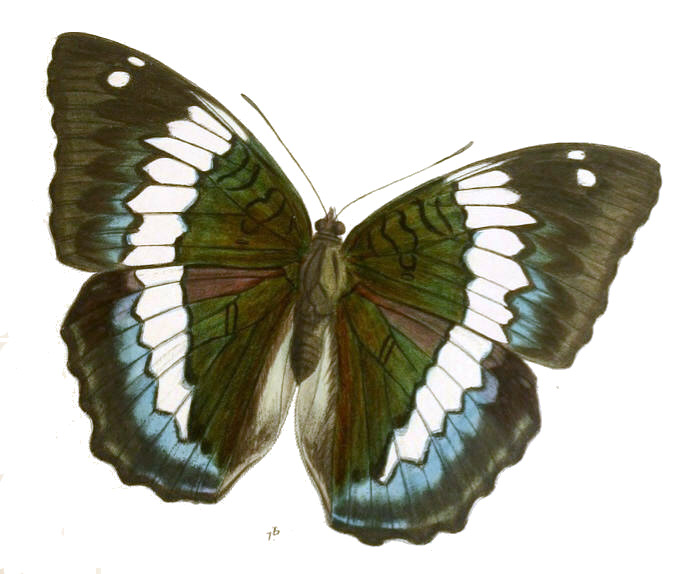